# Demos (Eupolis)
Demos (en griego antiguo, Δήμοι: Démoi) es una comedia escrita por el dramaturgo griego Eupolis, fechada habitualmente en el 412 a. C.

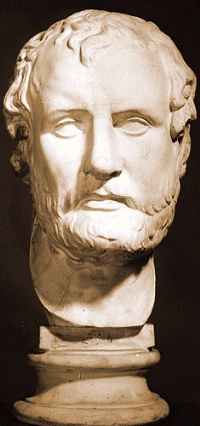
Escultura que representa a Eupolis, hallada en 1998 durante la ejecución de obras públicas, y conservada en el Museo Arqueológico Nacional de Atenas.

## Contexto
Los Demos es la obra mejor conocida de la Comedia Antigua, exceptuando las conservadas de Aristófanes, y la única que sabemos que se siguió copiando después del 300 a. C. Los antiguos la citaban a menudo y conocían su argumento: Platonio (2.13-15 = PCG, 299, test. 34) dice que Eupolis fue capaz de subir del Hades a los legisladores como personajes y, a través de ellos, discutir sobre leyes en curso y derogadas. Esta temática del "retorno de los muertos" hizo que algunos, como Valerio Máximo (7.2.7 = PCG, 343, test. *vii), la confundieran con Las ranas de Aristófanes. Es la obra de la que conservamos más fragmentos de transmisión indirecta (los números 100 al 146 en los PGC), a los que en 1911 se añadieron tres páginas de un códice del Cairo que contenían el largo fr. 99. Todos los fragmentos que nos han llegado están recogidos en el volumen V de los PCG, que constituye la actual edición canónica de los cómicos áticos fragmentarios.
Para fecharla, el terminus post quem es el 418 a. C., pues el fr. 99,30 menciona la campaña de Mantinea (verano del 418 a. C.), y el terminus ante quem, el 411 a. C., en que se supone que se produjo la muerte del autor. El consenso popular la sitúa en el 412 a. C., tras el desastre de Sicilia, lo cual explica la necesidad de resucitar a cuatro líderes del pasado para que restablecieran el orden en un momento de crisis en Atenas. Además, algunos críticos ven el personaje de Pirónides como un nombre clave para Mirónides, general del 450 a. C. también mencionado en Lisístrata (801-4). La alusión a «los de los muros largos» (fr. 99,12-13) la sitúa tras la ocupación espartana de Decelia (413 a. C.), cuando la población del Ática fue evacuada dentro de los muros de la ciudad. Storey, sin embargo, prefiere la fecha del 417, puesto que permite que el demagogo del fr. 99,23-4 sea Hipérbolo y el fr. 99,14 hable de Alcibíades. Tampoco cree que el público pudiera reconocer a Mirónides, que llevaba 40 años muerto, de modo que Pirónides, según él, sería un personaje completamente nuevo.

## Argumento
Sabemos por los fragmentos y testimonios de la comedia que el héroe, Pirónides, quizá con un acompañante, trae de vuelta a Atenas a cuatro líderes muertos: Aristides, Milcíades, Pericles y Solón, no sólo como observadores, sino como agentes activos que trabajan para restablecer el orden y rectificar una situación de degeneración. La elección de los personajes tiene que ver con la identificación de cada uno de ellos con una ἀρετή (virtud): Aristides, la justicia y la excelencia moral; Milcíades, el éxito militar; Pericles, el liderazgo político y Solón es el buen legislador, poeta y sabio.
Hay consenso casi general en que la comedia se abría con una catábasis de Pirónides para traer de vuelta a los políticos muertos, o bien una escena en el Hades, siguiendo el modelo de la Odisea 11.492-3, pero en realidad no hay evidencia de ello, y tampoco de que se hiciera un concurso para decidir a quién sacar del Hades, como en las Ranas. Otra posibilidad es que se tratase de una invocación, como en las Aves (1553-64), o que los muertos resucitaran por iniciativa propia, como en Caronte o el Pescador de Luciano. A partir de ahí, hay dos teorías sobre cómo estaba organizada la comedia: 
1. En una estructura bipartita, empezando en el Hades (donde tiene lugar el agón, cuyo final recoge el fr. 99,1-34), con un cambio de escenario en la parábasis que nos lleva a Atenas (99,35-7).
2. En una estructura tripartita, como Nubes, Ranas, Lisístrata o Asambleístas. El fr. 99,1-34 sería así el final de una parábasis a la que seguía el agón (hacia la mitad de la obra), un debate sobre si devolver el poder a los cuatro políticos (como Lisístrata o Asambleístas) con el coro como juez. Después, un interludio coral cubriría la transición a los episodios. En estos, se asume que cada uno de los políticos muertos mantiene un cara a cara con un problema a su medida: Aristides se enfrenta al sicofanta, Milcíades, a un general incompetente, Pericles, a un político (Hipérbolo o Alcibíades) y Solón probablemente a un legislador o un sofista. Tras los episodios y la celebración final, los cuatro regresan al Hades, o quizá se quedan en Atenas como protectores, como en Pluto.

## Estructura
Es muy arriesgado intentar reconstruir una obra de la que conservamos un 10 % aproximadamente. Sin embargo, esta sería una posibilidad en cuanto a su estructura:
1. Prólogo: entrada de Pirónides y acompañante (si lo había). Encuentro con los cuatro muertos. Serie de preguntas y respuestas acerca de qué ha cambiado entre el pasado y el presente (frs. 102, 103, 104, 105, 110, 111, 112, 115, 127).
2. Parodos (fr. 99,1-34), que quizás incluía el cambio de escenario del Hades a Atenas.
3. Regreso a Atenas con los cuatro líderes (frs. 99,35-40 y 100) y agón (104, 129 y 130).
4. Interludio coral (estilo parábasis).
5. Episodios: Aristides y el sicofanta (99,78-120 y 114), Solón y un sofista o un poeta, Milcíades y un general (106), Pericles y un demagogo (¿Hipérbolo?).
6. Final: el coro realiza una ofrenda de iresionas a los líderes (fr. 131).

## Consideraciones
Se considera los Demos la obra maestra de Eupolis, puesto que combina varios temas de la Comedia Antigua: el retorno de los muertos, la antítesis del pasado ideal contra un presente degenerado (frs. 102, 104 y 130), la burla del demagogo (99,23-24) y la escena típica del sicofanta (99,78-120). 
Los Demos es una comedia muy política, pero también se supone que debe ser divertida y entretenida. Eupolis vio y desarrolló el potencial cómico de la comparación entre el pasado y el presente como medio de crítica política. Muchos críticos ven los Demos como respuesta a una crisis política seria en Atenas, pero no tiene por qué ser así. A Eupolis le habría bastado con ver el momento de toma del poder por los demagogos, el alzamiento de hedonistas como Alcibíades, la incómoda tregua acordada con Esparta y las maniobras en el Peloponeso para realizar esta comedia, que no tuvo por qué tener una intención demasiado solemne.
Por lo que se refiere a la comicidad y sus recursos, en los Demos el uso de expresiones escatológicas y obscenas, y de metáforas, principalmente negativas, está al servicio de la sátira y el ataque a personas reales, sobre todo del mundo de la política; así lo vemos, por ejemplo, en los frs. 99,1-4, 99,5-10, 99,23-24 y 117. En contrapartida, cabe destacar el fr. 102, que es el único fragmento cómico conocido en que se alaba la oratoria de Pericles. También hay testimoniados varios hapax legomena procedentes de esta obra, lo que demuestra la creatividad del autor para crear nuevos términos que contribuyen a la vis cómica.